# Frederikke Thøgersen
Frederikke Skjødt Thøgersen, född den 24 juli 1995 i Thisted, är en dansk fotbollsspelare.

## Biografi
Frederikke Thøgersen inledde sin seniorkarriär i Thisted FC år 2013. Hon har även spelat för Fortuna Hjørring, ACF Fiorentina och FC Rosengård innan hon 2023 värvades av Inter Milan för att året efter kontrakteras av AS Roma. Hon har även representerat det danska damlandslaget där hon debuterade 2014.